# Srondol Wetan
Srondol Wetan is een bestuurslaag in het regentschap Semarang van de provincie Midden-Java, Indonesië. Srondol Wetan telt 21.013 inwoners (volkstelling 2010).